# 新包罗克
新包罗克（匈牙利語：Újbarok）是匈牙利费耶尔州所辖的一个村。总面积1.49平方公里，总人口421，人口密度282.6人/平方公里（2011年1月1日）。